# Howard Kingsbury
Howard Thayer Kingsbury, Jr. (* 11. September 1904 in New York City, New York, Vereinigte Staaten; † 27. Oktober 1991 in Yarmouthport, Massachusetts, Vereinigte Staaten) war ein US-amerikanischer Ruderer und Olympiasieger sowie Pädagoge.

## Leben
Howard Kingsbury ruderte für die Yale Bulldogs. Er gewann mit dem US-Team als 20-Jähriger bei den Olympischen Sommerspielen 1924 in Paris die Goldmedaille im Rudern (Achter). Nach seinem Abschluss 1926 widmete sich Kingsbury eine Zeitlang dem Bauingenieurwesen, verließ das Unternehmen jedoch kurz darauf, um an der University of Oxford zu studieren. Danach wurde er ein Pädagoge und starb 1991 im Alter von 87 Jahren. Sein Sohn Frederick Kingsbury gewann 1948 eine olympische Bronzemedaille im Rudern.